# Pic La Plata
Pour les articles homonymes, voir La Plata (homonymie).
Le pic La Plata, en anglais La Plata Peak, est un sommet montagneux américain dans le comté de Chaffee, au Colorado. Il culmine à 4 377 mètres d'altitude dans les pics Collegiate. Il est protégé au sein de la forêt nationale de San Isabel et de la Collegiate Peaks Wilderness.